# Onismor Bhasera
Onismor Bhasera (Mutare, 7 gennaio 1986) è un calciatore zimbabwese, difensore svincolato della nazionale zimbabwese.

## Carriera

### Club
Ha giocato nei campionati zimbabwese, inglese e sudafricano.

### Nazionale
Ha fatto il suo debutto per la nazionale maggiore nel 2006, venendo poi convocato per la Coppa d'Africa nel 2017 e nel 2021.

## Statistiche

### Cronologia presenze e reti in nazionale
| Cronologia completa delle presenze e delle reti in nazionale ― Zimbabwe | Cronologia completa delle presenze e delle reti in nazionale ― Zimbabwe | Cronologia completa delle presenze e delle reti in nazionale ― Zimbabwe | Cronologia completa delle presenze e delle reti in nazionale ― Zimbabwe | Cronologia completa delle presenze e delle reti in nazionale ― Zimbabwe | Cronologia completa delle presenze e delle reti in nazionale ― Zimbabwe | Cronologia completa delle presenze e delle reti in nazionale ― Zimbabwe | Cronologia completa delle presenze e delle reti in nazionale ― Zimbabwe |
| Data                                                                    | Città                                                                   | In casa                                                                 | Risultato                                                               | Ospiti                                                                  | Competizione                                                            | Reti                                                                    | Note                                                                    |
| ----------------------------------------------------------------------- | ----------------------------------------------------------------------- | ----------------------------------------------------------------------- | ----------------------------------------------------------------------- | ----------------------------------------------------------------------- | ----------------------------------------------------------------------- | ----------------------------------------------------------------------- | ----------------------------------------------------------------------- |
| 10-1-2022                                                               | Bafoussam                                                               | Senegal                                                                 | 1 – 0                                                                   | Zimbabwe                                                                | Coppa d'Africa 2021                                                     | -                                                                       |                                                                         |
| Totale                                                                  |                                                                         | Presenze                                                                | 1                                                                       |                                                                         | Reti                                                                    | 0                                                                       |                                                                         |

## Palmarès

### Club

#### Competizioni nazionali
- Coppa di Lega sudafricana: 2

Kaizer Chiefs: 2007, 2009
- MTN 8: 4

Kaizer Chiefs: 2008
Bidvest Wits: 2016
SuperSport Utd: 2017, 2019